# Солт Лейк Сити
Солт Лейк Сити (на английски: Salt Lake City, в превод „Град на Соленото езеро“) е столицата и най-големият град в щата Юта, САЩ. Той е административен център на окръг Солт Лейк.
Населението на Солт Лейк Сити е 191 180 жители (2013, оценка).
В града се провеждат Зимните олимпийски игри през 2002 г.

## Известни личности
Родени в Солт Лейк Сити
- Уилфърд Бримли (р. 1934), актьор
- Ребека Бъртън (р. 1940), писателка
- Бри Диспейн (р. 1979), писателка
- Лорета Йънг (1913 – 2000), актриса
- Нийл Касиди (1926 – 1968), писател
- Тед Лигети (р. 1984), скиор
- Трейси Хикман (р. 1955), писател
- Гордън Хинкли (1910 – 2008), духовник
- Нейтън Чен (р. 1999), фигурист

Починали в Солт Лейк Сити
- Морис Абраванел (1903 – 1993), композитор
- Лари Скот (1938 – 2014), културист
- Джеймс Талмадж (1862 – 1933), духовник
- Гордън Хинкли (1910 – 2008), духовник